# Kristen Gutoskie
Kristen Lee Gutoskie (* 6. Juni 1988 in Toronto) ist eine kanadische Schauspielerin. Sie tritt seit 1999 in Film und Fernsehen in Erscheinung und war an mehr als 25 Produktionen beteiligt.

## Leben
Kristen Gutoskie ist in Kanada aufgewachsen. Mit der Unterstützung ihrer Eltern und älteren Schwester Shauna nahm sie an Schultheaterproduktionen teil und bekam Gesang und Klavierunterricht. Ihr besonderes Interesse galt in ihren Jugendjahren dem Tanzen und sie trat mit einem Hip-Hop-Team im ganzen Land auf. Ebenso trat sie bereits in ihren frühen Teenagerjahren als Schauspielerin in Werbespots, sowie in Fernsehfilmen und Serien auf. Gutoskie studierte daraufhin Schauspiel an der Wilfrid Laurier University, absolvierte eine Theaterausbildung an The Second City in Chicago und studierte als Austauschstudentin an der ACU in Australien, wo sie in einer Inszenierung des australischen Stücks Cosi von Louis Nowra auftrat. Bekannt wurde sie 2016 in ihrer Rolle als Katie Frank in der Fernsehserie Containment – Eine Stadt hofft auf Rettung und als Seline in Vampire Diaries. Von 2017 bis 2018 spielte Gutoskie die Rolle der Molly Hendricks in 10 Folgen der Fernsehserie Lethal Weapon.

## Filmografie (Auswahl)
- 1999: Aviators – Piloten aus dem Jenseits
- 2000: Real Kids, Real Adventures (Episode Through the Ice: The Sherry Dicker Story)
- 2001: Heartbeat (Episode Donna)
- 2001: System Crash (2 Episoden)
- 2002: Verdict in Blood
- 2009: Leslie, My Name Is Evil
- 2009: Recession Dating
- 2009–2010: Aaron Stone (2 Episoden)
- 2010: Pure Pwnage (Episode Losing to a n00b)
- 2010: Mensch, Derek! - Ab in die Ferien!
- 2010–2011: Being Erica – Alles auf Anfang (2 Episoden)
- 2011: Originals (9 Episoden)
- 2011: Blink
- 2011: Breakout Kings (Episode Paid in Full)
- 2011: Rookie Blue (Episode Miranda)
- 2011: Moon Point
- 2011–2012: Beaver Falls (12 Episoden)
- 2013: Republic of Doyle – Einsatz für zwei (3 Episoden)
- 2013: That’s So Relatable: Soon or Later
- 2013: Playground of Dreams
- 2014: Instagram: A Caption Story
- 2015: 5PiX
- 2016: The Dust Storm
- 2016: Containment – Eine Stadt hofft auf Rettung (Containment, Fernsehserie, 12 Episoden)
- 2016–2017: Vampire Diaries (The Vampire Diaries, Fernsehserie, 9 Episoden)
- 2016–2017: Relationship Status (2 Episoden)
- 2017–2021: The Handmaid’s Tale – Der Report der Magd (10 Episoden)
- 2017: Sightless
- 2017–2018: Lethal Weapon (10 Episoden)
- 2018: The Maestro
- seit 2018: Chicago Fire
- 2021: All the World Is Sleeping
- 2021: Y: The Last Man (3 Episoden)
- 2021: Narcos: Mexico (Staffel 3, 6 Episoden)
- 2024: The Million Dollar Bet